# 麻醉槍

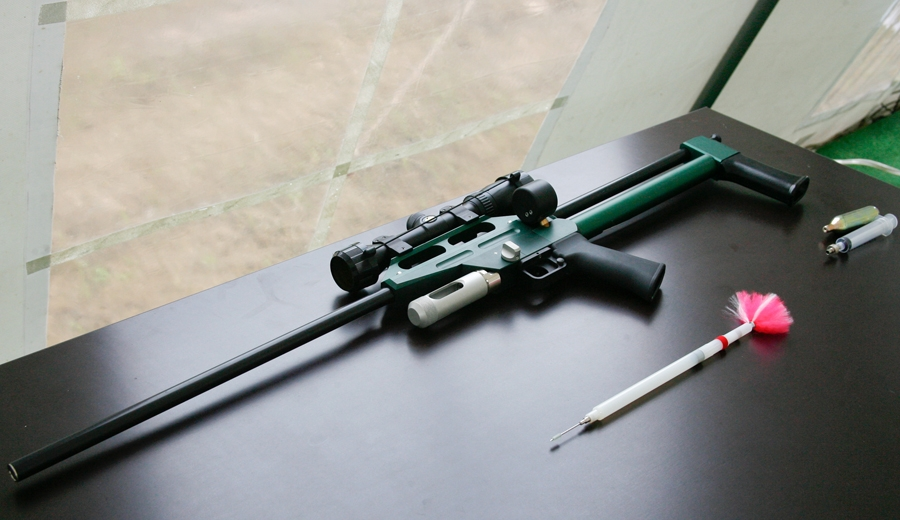
麻醉槍和其射出的鎮靜劑

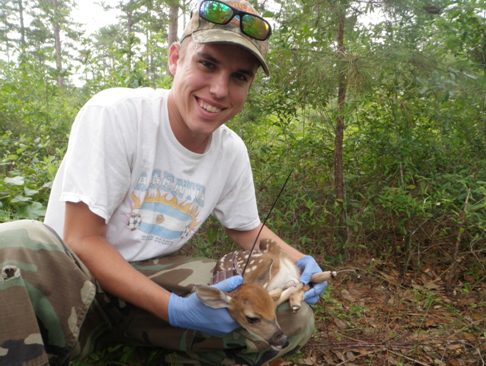
中槍的動物

麻醉枪是一种非致命性的气枪，射擊對象通常為動物，人們通過麻醉槍來射出镇静剂以减少动物的躁動。这种枪一般會射出帶有皮下注射针头的類似飛鏢的物體，該物體還填充了一定剂量的镇静剂溶液，該溶液具有令動物镇静、昏迷或麻痹的作用。